# 什帕尼夫
50°39′59″N 26°15′49″E / 50.66639°N 26.26361°E

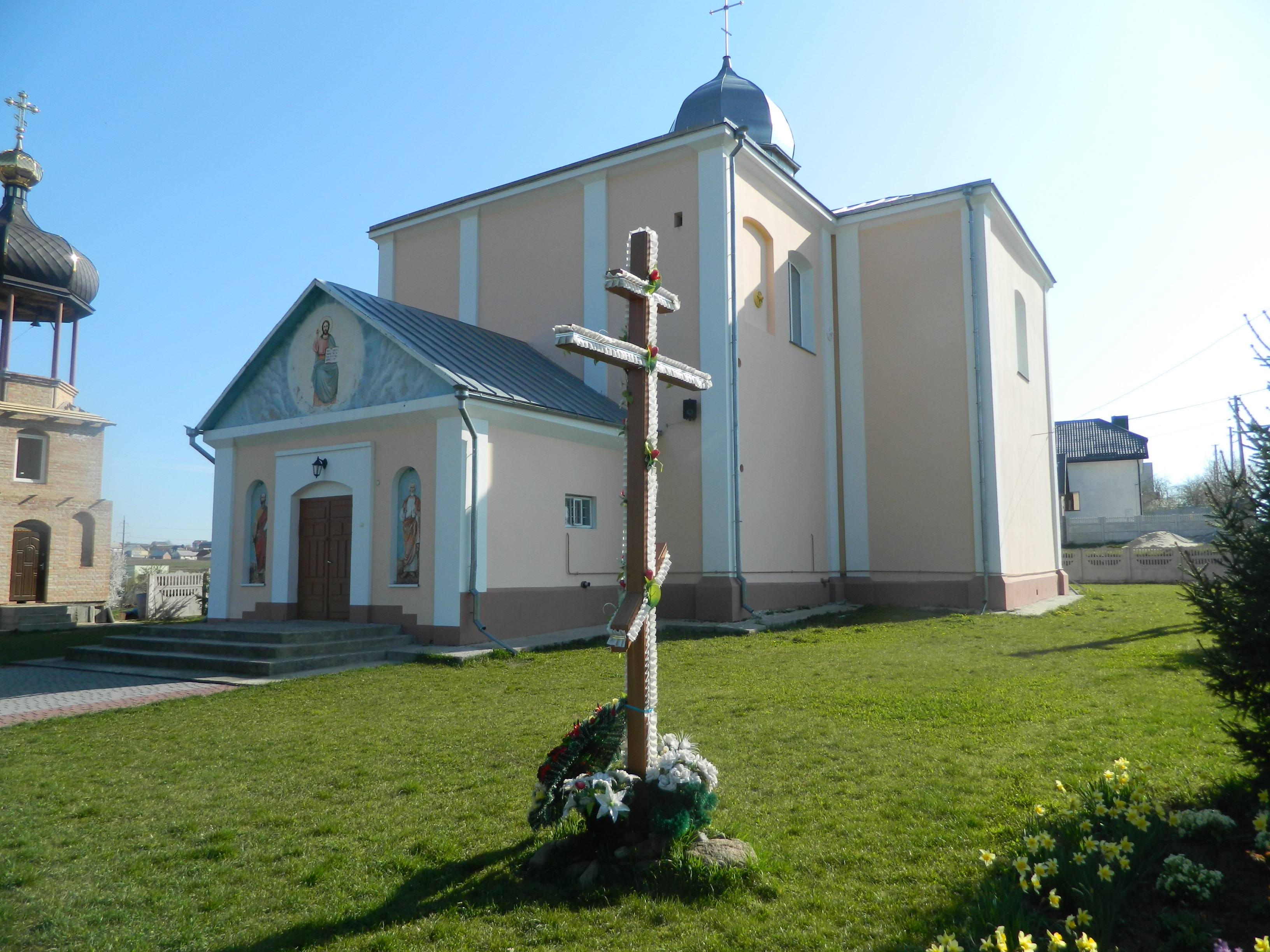
教堂

什帕尼夫（烏克蘭語：Шпанів），是烏克蘭西北部里夫内州里夫内区什帕尼夫市镇的村落及其行政中心。始建於1562年，面積1.4平方公里，海拔高度195米，2018年人口2,940，人口密度每平方公里1,774.3人。